# Marius Constant
Marius Constant (ur. 7 lutego 1925 w Bukareszcie, zm. 15 maja 2004 w Paryżu) – francuski kompozytor pochodzenia rumuńskiego.

## Życiorys
Ukończył konserwatorium w Bukareszcie. W 1944 roku zdobył nagrodę George’a Enescu, dzięki której wyjechał do Paryża, gdzie kontynuował studia w Konserwatorium Paryskim u Oliviera Messiaena, Tony’ego Aubina oraz Nadii Boulanger. Jednocześnie uczęszczał do École Normale de Musique, ucząc się dyrygentury u Jeana Fourneta. W 1950 roku dołączył do działającej przy Radiodiffusion-Télévision Française (RTF) Groupe de recherches musicales, badającej możliwości wykorzystania w muzyce środków elektroakustycznych. W 1952 roku otrzymał Prix Italia za utwór La joueur de flúte. 
Dyrygował zespołami baletowymi Maurice’a Béjarta (1956) i Rolanda Petita (1957–1966). W 1963 roku założył zespół solistów „Ars Nova”, specjalizujący się w wykonawstwie muzyki awangardowej. Zdobywca nagrody im. Siergieja Kusewickiego (1962) oraz Premio Marzotto (1968). W 1970 roku objął stanowisko dyrektora muzycznego ORTF.
Odznaczony w 1998 roku krzyżem komandorskim i w 1984 roku krzyżem oficerskim Orderu Legii Honorowej, w 1995 roku krzyżem wielkiego oficera i w 1990 roku krzyżem komandorskim Orderu Narodowego Zasługi i krzyżem komandorskim Orderu Sztuki i Literatury. Od 1993 roku członek Académie des beaux-arts.

## Twórczość
Uważany za jednego z najwybitniejszych przedstawicieli francuskiej muzyki awangardowej. Tworzył utwory zarówno w technice aleatorycznej, jak też ścisłe, o tonalnej organizacji materii dźwiękowej. Jako jeden z pierwszych kompozytorów we Francji tworzył muzykę elektroniczną. Interesował się możliwościami różnorodnego wykorzystania barwy dźwięku, rozmaicie eksperymentując z instrumentami.
Skomponował kilka baletów (m.in. Éloge de la folie 1966 i Paradis perdu 1967) i oper (m.in. Le souper 1969, Le jeu de Ste Agnes 1974 i La tragédie de Carmen 1981), ponadto m.in. 24 preludia na orkiestrę (1958), cykl trzech utworów na orkiestrę Turner (1961),  Les chants de Maldoror na recytatora, 23 instrumenty improwizujące i 10 wiolonczel (1962), Chaconne et Marche Militaire na orkiestrę (1968), 14 Stations na perkusję (1970), Equal na 5 perkusji  (1970), Faciebat anno 1972 na 24 skrzypce i orkiestrę (1972), Strings na 12 instrumentów smyczkowych i gitarę elektryczną (1972), Piano personagge na zespół kameralny (1973), For Clarinet (1974), Stress na trio jazzowe, fortepian, 5 instrumentów dętych i perkusję (1977), Concerto Gli Elementi na puzon i orkiestrę (1977), Concertante na saksofon altowy i orkiestrę (1979), Nana-Symphonie (1980), Pelléas et Mélisande-Symphonie (1983), L’Inauguration de la Maison na zespół dęty (1985), oratorium Des droits de l’homme (1989).